# .sys
.sys là phần mở rộng tên tệp của hệ điều hành Microsoft Windows và MS-DOS.

## Sử dụng file .sys
- Trong MS-DOS và các hệ điều hành dựa trên DOS như Windows 98, các tệp này có thể được dùng để lưu cấu hình hệ thống. MSDOS.SYS và CONFIG.SYS chứa rất nhiều các tùy chọn thiết đặt.[1][2]
- .sys được dùng như các tệp của trình điều khiển thiết bị.[3]